# Iniö (ö)
Iniö är en ö i Finland. Den är belägen i kommunen Pargas stad i landskapet Egentliga Finland, i den sydvästra delen av landet, 200 km väster om huvudstaden Helsingfors.
Iniö är huvudön i den före detta kommunen Iniö. Iniö har Jumo sund och ön Jumo i norr, Kolko sund och ön Kolko i öster och Keistiö fjärden och ön Keistiö i väster. I sydväst ligger Söderby fjärden och i sydöst Perkala fjärden.
Inlandsklimat råder i trakten. Årsmedeltemperaturen i trakten är 6 °C. Den varmaste månaden är augusti, då medeltemperaturen är 17 °C, och den kallaste är februari, med −7 °C.